# Héliport d'Aubagne - Agora
L'Héliport d'Aubagne - Agora ou de son nom commercial Aubagne- Agora Helipad est un héliport du département des Bouches-du-Rhône. Son nom pour l'aviation civile était Héliport d'Aubagne ZI Les Paluds. En 2014, un audit financier commandé par la ville d'Aubagne semble indiquer qu'aucun hélicoptère ne s'est récemment posé sur cet héliport, faute de mise aux normes, mais aucune confirmation de fermeture n'a été publiée à ce jour. 

## Situation
L'héliport est situé dans la ZI Les Paluds (avenue de la Fleuride) à 3 km au sud-est d'Aubagne.

## Infrastructure
L'Héliport d'Aubagne - Agora dispose d'une aire de posé en béton d'une portance de 4 tonnes. Le H d'atterrissage est orienté 180°/360°, les décollages s'effectuant au 360 et les atterrissages au 180. Pour le Service de Sauvetage et de Lutte contre les Incendies d'Aéronefs (SSLIA), l'héliport dispose d'un niveau de protection 1 (extincteur à poudre 50 kg). Il y a un indicateur visuel de pente d’approche (PAPI / APAPI) 
de chaque côté pour les atterrissages de nuit.
Les mouvements se font sur la fréquence 129,95 Mhz Aubagne opération.

## Restrictions d'utilisation
L'héliport est limité de nuit aux pilotes connaissant l'hélistation.
L'héliport est réservé aux entreprises de transport public. Les autres usagers doivent avoir une autorisation de la délégation aéronautique Provence, située sur l'aéroport de Marseille-Provence.

## Rattachements
L'Héliport d'Aubagne - Agora est un héliport ne disposant pas de services de la DGAC. Pour l'information aéronautique, la préparation des vols et le dépôt des plans de vol il est rattaché au BRIA (Bureau régional d'information aéronautique) de l'aéroport de Marseille Provence. Le suivi des vols sous plan de vol  et le service d'alerte sont assurés par le BTIV (Bureau de transmission de l'information de vol) du Centre en route de la navigation aérienne Sud-Est situé à Aix-en-Provence.